# Kreativna klasa
Kreativna klasa je društveno-ekonomska klasa koju definiše američki ekonomista i sociolog Ričard Florida. Na osnovu njegove teorije, kreativna klasa je ključna pokretačka sila za ekonomski razvoj postindustrijskih gradova Sjedinjenih Američkih Država.

## Pregled pojma
Florida opisuje kreativnu klasu kao klasu koja se sastoji od 40 miliona radnika (oko 30 procenata svih radnika u SAD). On deli ovu klasu na dve velike sekcije, na osnovu Sistema standardizovane klasifikacije zanimanja:
- Super-kreativna osnova: Ova grupa čini oko 12 procenata radnih mesta u SAD. Ona obuhvata širok spektar zanimanja (npr. nauka, inženjering, obrazovanje, kompjutersko programiranje, istraživački rad), u okviru koje su radnici u umetnosti, dizajnu i medijima mala podgrupa. Florida smatra da pripadnici ove grupe učestvuju u potpunosti u kreativnom procesu (Florida, 2002: 69).[1] Super-kreativna osnova se smatra inovativnom, i ona stvara komercijalne proizvode i dobra za konzumente. Osnovna funkcija rada njenih članova jeste da budu kreativni i inovativni. Pored rešavanja problema, njihov posao ponekad podrazumeva i pronalaženje problema (Florida, 2002: 69)[1]

- Kreativni stručnjaci: Ovi stručnjaci su klasični radnici sa stručnim znanjem, odnosno radnici u zdravstvu, biznisu i finansijama, pravu i obrazovanju. Oni crpe iz kompleksnih korpusa znanja da bi rešili konkretne probleme koristeći više stepene obrazovanja (Florida, 2002),[1]

Osim ove dve glavne grupe koje čine kreativnu klasu, u nju je uključena i manja grupa Boema.
U svom istraživanju iz 2002. godine, Florida je zaključio da će kreativna klasa biti vodeća sila u razvoju ekonomije, za koju se očekivalo da poraste za 10 miliona radnih mesta u narednoj deceniji, što bi do 2012. godine bilo skoro 40% populacije.

## Pozadina
Društvene teorije koje je Florida zagovarao su pokrenule mnoge debate i diskusije. Floridin rad tvrdi da je nova klasa koja nastaje-ili deo društva koji čine stručnjaci, intelektualci i različite vrste umetnika-ekonomska sila u usponu, koja predstavlja ili promenu i odvajanje od tradicionalne privrede/ekonomije bazirane na industriji ili opšte restruktuiranje čitavog sistema ka kompleksnijim ekonomskim hijerarhijama.
Ove teze koje Florida postavlja u nekoliko publikacija zasnovane su, između ostalog, na demografskim podacima američkog Biroa za popis, i one se fokusiraju na ekonomske trendove i promene koje su se dešavale u velikim američkim gradovima, a njegov kasniji rad širi taj fokus na međunarodni nivo.
U nekoliko konkretnih gradova i regija (uključujući Silicijumsku dolinu u Kaliforniji, Rutu 128 u Bostonu, Trougao u Severnoj Karolini, Ostin, Sijetl, Bangalor, Dablin i Švedsku) su naknadno prepoznati ovi ekonomski trendovi. U Floridinim publikacijama, navedena mesta su takođe povezana sa mnogobrojnom kreativnom klasom.
Florida zastupa stav da je kreativna klasa društveno važna zbog sposobnosti njenih pripadnika da pokrenu regionalni ekonomski rast kroz inovacije (2002).

## Spoljašnje veze
- Zvanični sajt organizacije Creative Class Group